# Volavérunt
Volavérunt ist ein spanisch-französisches Filmdrama aus dem Jahr 1999. Regie führte Bigas Luna, der auch gemeinsam mit Cuca Canals das Drehbuch anhand eines Romans von Antonio Larreta schrieb.

## Handlung
Die Handlung spielt am Anfang des 19. Jahrhunderts am Hof des spanischen Königs Karl IV. Die Herzogin von Alba freundet sich genauso mit dem Maler Francisco de Goya wie auch mit dem Politiker Manuel de Godoy, der jedoch die Gesellschaft von Pepita Tudó bevorzugt, an. Godoy will, dass Goya ein Bild Pepita Tudós anfertigt, und hofft auf eine Affäre mit der Frau.
Die Königin Maria Luise von Bourbon-Parma drängt auf eine Hochzeit Godoys mit der Komtesse María Teresa de Borbón y Vallabriga, der Gräfin von Chinchón. Die Herzogin von Alba stirbt nach einem Festessen, worauf auf dem Hof Gerüchte verbreitet werden, die einige Persönlichkeiten des Mordes beschuldigen. Zu den Verdächtigen gehören die Königin, die Ehefrau Godoys wie auch sein Schwager. Am Ende stellt sich heraus, dass der Schwager Willibald den Mord begangen hat, um die seiner Meinung nach rechtschaffene Thronfolge anzunehmen. Es wird auch die Möglichkeit eines Selbstmords durch Gift erwogen. Der Maler fertigt genauso ein Bild Tudós wie auch der Herzogin an.

## Kritiken
David Rooney schrieb in der Zeitschrift Variety vom 27. September 1999, das „erotische Kostümdrama“ sei „gut ausgestattet“, aber „einschläfernd“. Es wirke für eine Literaturverfilmung eher dünn. Aitana Sánchez-Gijón überwinde die Schwächen der Dialoge und schaffe eine „träumerische“ sowie „leidenschaftliche“ Figur. Penélope Cruz biete in ihrer Darstellung „Intensität“ und „Entschlossenheit“.

## Auszeichnungen
Aitana Sánchez-Gijón erhielt im Jahr 1999 die Silberne Muschel des Festival Internacional de Cine de Donostia-San Sebastián; Bigas Luna wurde für die Goldene Muschel des gleichen Festivals nominiert. Aitana Sánchez-Gijón und Jordi Mollà wurden im Jahr 2000 für den spanischen Preis Fotogramas de Plata nominiert. Der Film wurde für den Goya 2000 in den Kategorien Beste Kamera, Beste Ausstattung, Beste Kostüme und Beste Maske nominiert.

## Hintergründe
Der Film wurde in Jerez de la Frontera und in Madrid gedreht. Seine Produktionskosten betrugen schätzungsweise 8 Millionen US-Dollar. Die Weltpremiere fand am 1. Oktober 1999 in Spanien statt. Am 13. Juli 2001 wurde er auf dem Internationalen Filmfestival Karlovy Vary gezeigt.